# Morgado
O morgado ou morgadio é uma forma de organização familiar que cria uma linhagem, bem como um código para designar os seus sucessores, estatutos e comportamentos.
No regime de morgadio os domínios senhoriais eram inalienáveis, indivisíveis e insusceptíveis de partilha de herança, por morte do seu titular, transmitindo-se nas mesmas condições ao descendente varão. Em geral, sucedia o filho primogénito e, à falta de filhos e filhas, o parente mais próximo. Assim, o conjunto dos bens dum morgado constituía um vínculo, que não podia ser objecto de partilhas. Uma vez que esses bens estavam vinculados garantiam a perpetuação do poder económico da família de que faziam parte, ao longo de sucessivas gerações.
Esta instituição vincular tem origem na legislação castelhana e, embora seja adoptada pelo Reino de Portugal antes, só entra na legislação portuguesa com as Ordenações Filipinas de 1603.
Por extensão, o termo morgado é também utilizado para designar o possuidor do morgadio em questão.

## História
O morgadio consistia num vínculo de terras, rendas ou outros utensílios provenientes de uma determinada profissão, feito pelo respectivo instituidor. Estes bens assim vinculados não podiam ser vendidos nem de outra forma, alienados, cabendo ao respectivo administrador (o morgado) o cumprimento das determinações do instituidor, o usufruto do morgadio e o gozo dos rendimentos proporcionados pelos bens vinculados. Só com expressa autorização real era possível vender ou trocar parte desses bens vinculados, ou mesmo a extinção do morgadio. Mas era possível acrescentar bens ao morgadio, e por vezes a instituição do vínculo obrigava mesmo que cada administrador lhe acrescentasse a sua terça.
O morgadio difundiu-se como um forma de contrariar o empobrecimento das famílias devido às sucessivas partilhas, servindo, assim, para manter o seu ramo principal com o suficiente estatuto económico-social. A instituição de morgadios estava normalmente associada à instituição de capelas e ao cumprimento dos chamados “bens de alma” definidos pelo instituidor, sendo esta também uma razão para a sua difusão.
Existiram, no entanto, outros tipos de morgadio, associados a determinadas profissões, nomeadamente na distribuição do correio e também a algumas profissões mecânicas ou artesanais.
Nem sempre o morgadio esteve associado a bens imóveis.
Uma das razões que levou à sua extinção foi o empobrecimento dos filhos não primogénitos.
Os morgadios foram extintos em Portugal no reinado de D. Luís I por Carta de Lei de 19 de Maio de 1863, subsistindo, no entanto o vínculo da Casa de Bragança, o qual se destinava ao herdeiro da Coroa. Este último morgadio viria a perdurar até 1910.
No Reino de Castela, conhecido como mayorazgo, fez parte das leis desse reino desde 1505 (Leyes de Toro) até à Ley Desvinculadora de 1820.
No Brasil, existiram os morgados de São Bento do Caiará e do Cabo de Santo Agostinho em Pernambuco, fundado por João Pais Velho Barreto, e o morgadio da Casa da Torre, na Bahia.
A extinção dos morgadios no Brasil deu-se com a Lei 57, de 6 de outubro de 1835.